# Brzeziny (województwo podlaskie)
Brzeziny – wieś w Polsce położona w województwie podlaskim, w powiecie monieckim, w gminie Trzcianne.
Miejscowość widnieje na mapie z roku 1665 jako Brzezin (Septentrion 46-15; Orient 53-12)
W latach 1975–1998 miejscowość administracyjnie należała do województwa łomżyńskiego.
Wierni kościoła rzymskokatolickiego należą do parafii Najświętszego Serca Pana Jezusa w Laskowcu.

## Położenie
Brzeziny leżą w Kotlinie Biebrzańskiej będącej częścią makroregionu Nizina Północnopodlaska. Wieś znajduje się w gminie Trzcianne i w powiecie Monieckim.

## Demografia
Według Powszechnego Spisu Ludności z 1921 roku wieś zamieszkiwało 430 osób, wśród których 423 było wyznania rzymskokatolickiego a 7 mojżeszowego. Jednocześnie wszyscy mieszkańcy zadeklarowali polską przynależność narodową. Było tu 76 budynków mieszkalnych.

## Warunki Klimatyczne
Wieś położona jest blisko rzeki Narew będącej prawym dopływem Wisły oraz przy rzece Biebrzy.

### Klimat
Zgodnie z podziałem rolno-klimatycznym Polski Romualda Gumińskiego, Brzeziny są położone w dzielnicy podlaskiej. Klimat jej jest wyraźnie chłodniejszy od innych dzielnic nizinnych. Średnie temperatury w zimę mieszczą się w granicach od -4 do -15 stopni, należą one do najniższych w Polsce.

### Przyroda
Brzeziny znajdują się w obszarze funkcjonującym pod nazwą Zielone Płuca Polski. Większość tej powierzchni to tereny zielone. Wieś leży przy samym Biebrzańskim Parku Narodowym i Dolinie Narwi.

## Zabytki
W Brzezinach znajduje się drewniana kaplica cmentarna z II poł. XIX w. oraz kamienne ogrodzenie cmentarza wpisane do rejestru zabytków nieruchomych (nr rej.: A-118 z 31.08.1987).